# Lettre de licenciement en France
La lettre de licenciement est la pièce centrale du droit du licenciement, car elle doit préciser les motifs de la rupture du contrat de travail et peut être éventuellement contestée par le salarié, d'abord en parlant avec son employeur, puis éventuellement devant la justice. Pour éviter de prendre le risque de cette contestation, certains employeurs préfèrent le départ négocié ou la rupture conventionnelle.
La jurisprudence a montré qu’un employeur qui n’indiquait pas de motif de licenciement précis pouvait être condamné pour licenciement abusif.

## Rôle
La lettre a pour principale utilité de faciliter la tâche au salarié qui doit retrouver du travail. Les motifs exposés doivent être réels et sérieux, même s'ils sont bénins ou sans gravité. 
En laissant au salarié l'option d'un contestation éventuelle, la loi oblige l'employeur à éviter de mentionner tout motif fantaisiste, fallacieux, exagéré ou déplacé. Les motifs doivent être suffisamment précis, et donc matériellement vérifiables, pour permettre au juge d’en apprécier le caractère réel et sérieux. La jurisprudence reconnait à l'employeur la compétence à juger qu'un salarié ne fait pas l'affaire, ou plus l'affaire, pourvu qu'il n'invente pas de motifs non-avérés.
En cas de licenciement pour motif économique, la lettre doit énoncer ces motifs économiques parmi lesquels peuvent figurer une baisse de chiffre d'affaires, ou le jugement de redressement ou de liquidation autorisant des licenciements. Si le licenciement économique concerne moins de 10 salariés (1 à 9), la lettre ne peut être envoyée avant 7 jours (15 jours pour les cadres) après la date prévue pour l'entretien préalable.

## Procédure
La lettre de licenciement est précédée par trois étapes:
- au moins un avertissement formel, transmis au salarié par lettre recommandée (c'est la seule étapes qui n'est pas strictement exigée par la loi, mais appréciée par la jurisprudence), pour lui donner une chance de s'amender sans en arriver au licenciement
- la convocation à l'entretien préalable, également envoyée par lettre recommandée, qui donne au salarié une semaine pour le préparer
- l'entretien préalable, qui permet d'exposer les motifs du licenciement et d'écouter la version du salarié, accompagné s'il le souhaite par un conseiller du salarié, qui peut rédiger un compte-rendu. C'est l'étape la plus importante, au cours de laquelle les deux versions doivent en principe se rapprocher

## Délai de réflexion
La loi impose un délai de réflexion d'au moins deux jours ouvrables après l'entretien préalable avant d'envoyer la lettre, qu'il est conseillé de ne pas sous-estimer si le salarié n'a jamais reçu d'avertissement écrit formel.
Il n'existe pas de délai maximum pour envoyer la lettre, sauf s'il y a eu faute professionnelle. Dans ce cas précis, la lettre de licenciement ne peut être envoyée plus d'un mois après l'entretien préalable.
Une fois la lettre envoyée, l'employeur n'a pas de délai de rétractation, ce qui n'est pas le cas lors de la rupture conventionnelle.

## Précisions annexes
La lettre doit préciser:
- l'adresse de l'employeur, avec sa signature
- la date de la rupture du contrat de travail
- le point de départ du préavis.
- si l'employeur dispense ou non le salarié d'exécuter son préavis, ou une partie.
- les droits acquis au titre du droit individuel à la formation.